# Clann Zú
Clann Zú — австралийский и ирландский музыкальный коллектив, основанный в Мельбурне в 1999 году и просуществовавший вплоть до 2005 года.

## История
Участники группы черпали своё вдохновение из эклектичного сочетания различных музыкальных стилей, таких как рок, панк, фолк, электронная и классическая музыка. Их синтез рока, кельтской и электронной музыки создал необычную звуковую картину, наполненную мощными атмосферными звуками и звучанием необычных инструментов. Они в своих работах используют тексты как на английском, так и на ирландском языках.
Объявление о распаде группы появилось на официальном сайте группы 28 мая 2005 года и содержало следующие слова: «Clann Zú c сожалением сообщают, что они больше не будут продолжать свои туры или записи. Такова жизнь группы. Бенджамин и Лиам продолжат тур и запись с MyDisco на лейбле Crashing Jets, а Деклан де Барра продолжит свой собственный сольный проект».

## Дискография
- Clann Zú EP (2000, self-released)
- Rua LP (2003, G7 Welcoming Committee Records)
- Black Coats & Bandages LP (2004, G7 Welcoming Committee Records)

## Состав
- Бенджамин Эндрюс — электрогитара
- Рассел Фаукус — электроскрипка, клавишные
- Деклан де Барра — вокал, бойран
- Лайам Эндрюс — бас-гитара
- Лах Вуден — звуковые манипуляции